# Estadio Quisqueya
El Estadio Quisqueya Juan Marichal es un estadio de béisbol en Santo Domingo, República Dominicana. A menudo se utiliza como estadio de usos múltiples. El Quisqueya alberga a unas 13,186 personas.
Es el único estadio en la región del Caribe que alberga dos equipos de béisbol diferentes, los Tigres del Licey y los Leones del Escogido. La autoridad de la Liga de Béisbol Profesional de la República Dominicana (LIDOM) está a cargo de su gestión. Las dimensiones de su campo son 335 pies en los postes de foul, 383 pies en los jardines izquierdo y derecho y 411 pies en el jardín central. 
Si bien se utiliza principalmente para el béisbol, el estadio también se utiliza para otros deportes y conciertos. El club de fútbol Club Atlético Pantoja utilizó el lugar para su partido inaugural del Campeonato de Clubes de la CFU 2016. Los artistas que han realizado conciertos en el estadio incluyen a Shakira, Ricky Martin, Enrique Iglesias y Bad Bunny.

## Historia

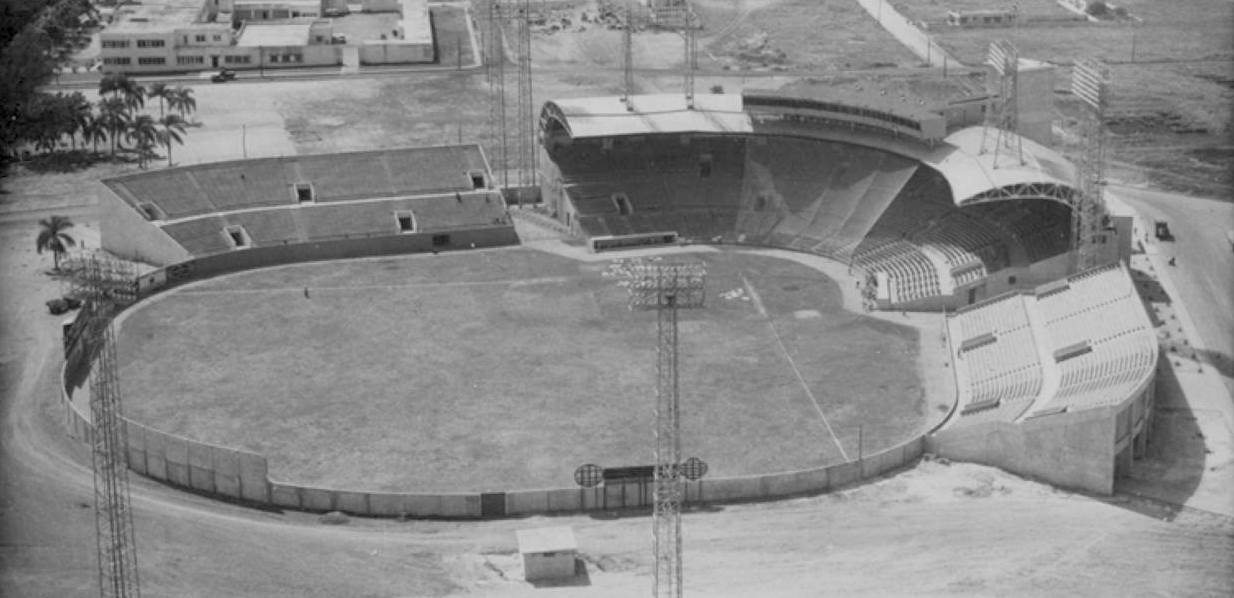
Vista aérea del Estadio Quisqueya Juan Marichal (entonces conocido como Estadio Trujillo) en 1955

El estadio fue construido en 1955 como Estadio Trujillo, durante la dictadura de Rafael Leónidas Trujillo, tomando como base de diseño del Bobby Maduro Miami Stadium. Más tarde, el 6 de febrero del 2015, el estadio fue oficialmente renombrado, pasando a llamarse Estadio Quisqueya Juan Marichal, rebautizado en honor al exjugador de las Grandes Ligas de Béisbol (MLB) y Salón de la Fama del Béisbol, Juan Marichal.
Los primeros eventos de béisbol que ocurrieron en el estadio fueron:
- Primer hit: Alcibíades Colón (Licey) contra Donald Elston (Estrellas), 23 de octubre de 1955
- Primer doble: Luis «Grillo» Baez (Licey), 23 de octubre de 1955
- Primer triple: Bob Wilson (Licey), 23 de octubre de 1955
- Primer jonrón: Emil Panko (Águilas), 24 de octubre de 1955
- Primer out: Pablo García (Licey), 23 de octubre de 1955
- Primera carrera impulsada (RBI): Pablo García (Licey), 23 de octubre de 1955

La Serie del Caribe se ha disputado en el estadio en: 1972, 1976, 1980, 1988, 1996, 2000, 2004, 2012, 2016 y 2022.
Durante los entrenamientos de primavera (Spring Training) para la temporada 2024 de la MLB, dos juegos entre los Boston Red Sox y los Tampa Bay Rays estaban programados para el 9 y 10 de marzo en el estadio como parte del MLB World Tour (juegos de la MLB celebrados fuera de los Estados Unidos y Canadá). Los Red Sox derrotaron a los Rays en ambos partidos, por marcadores de 4-0 y 7-6.

## Eventos
- Serie del Caribe 1972
- Serie del Caribe 1976
- Serie del Caribe 1980
- Serie del Caribe 1988
- Luis Miguel, Aries Tour (1993)
- Serie del Caribe 1996
- New York Mets vs Montreal Expos (1999)
- Serie del Caribe 2000
- Houston Astros vs Boston Red Sox (2000)
- Marco Antonio Solís, Sergio Vargas y Toño Rosario (2001)
- Luis Miguel, Mis Romances Tour (2002)
- Shakira, Tour de la Mangosta (2003)
- Maná, Revolución de Amor Tour (2003)
- Serie del Caribe 2004
- Steve Green (2005)
- Ricky Martin, Black & White Tour (2007)
- Enrique Iglesias, Insomniac World Tour (2008)
- Aventura, K.O.B (2008)
- Maná, Amar es Combatir Tour (2008)
- Luis Miguel, Complices Tour (2008)
- Chayanne y Marc Anthony (2011)
- Luis Miguel, Luis Miguel Tour (2011)
- Serie del Caribe 2012
- Maná, Drama y Luz World Tour (2012)
- Ricardo Arjona, Metamorfosis Tour (2012)
- Barbarella (2013, 2014, 2015)
- Violetta Live (2015)
- Quiéreme Como Soy (2011, 2015, 2019)
- Serie del Caribe 2016
- Ricardo Arjona, Circo Soledad World Tour (2018)
- Soy Luna en vivo (2018)
- Anuel AA y Karol G (2019)
- Bad Bunny, X100pre (2019)
- Minnesota Twins vs Detroit Tigers, MLB 2020 Dominican Republic Game
- Serie del Caribe 2022
- Wisin & Yandel, La Última Misión World Tour (2022)
- Arcángel, Just in Time World Tour (2023)
- Boston Red Sox vs Tampa Bay Rays, MLB World Tour Dominican Republic Series 2024
- Christian Nodal, Pa’l Cora Tour (2024)
- Morat, Los Estadios. Antes de que Amanezca (2024)
- Carín León, Boca Chueca Tour (2024)
- Marc Anthony, Manuel Medrano y Manny Cruz, Historia Tour (2024)
- Marco Antonio Solís, Mas Cerca De Ti World Tour (2025)
- Grupo Barak, Dios Fuerte Tour (2025)
- Anuel AA, RHLM 2 WORLD TOUR (2025)
- Christian Nodal (2025)

## Los 411
Una de las características del Estadio Quisqueya Juan Marichal es su profundo jardín central con una distancia de 411 pies, además de que poseer ese gran paredón por lo que es muy difícil conectar de jonrón por esos predios, cuya altura es de 18 pies, no obstante ha habido jugadores que han logrado completar la hazaña, siendo Juan Francisco el único en lograrla en 4 ocasiones, por lo que es apodado Mr. 411.
Además de Juan Francisco también han conectado jonrón por los 411:
| Jugador          | Equipo               | Lanzador          | Equipo rival         | Fecha                    |
| ---------------- | -------------------- | ----------------- | -------------------- | ------------------------ |
| Dick Stuart      | Águilas Cibaeñas     | Roy Rippelmayer   | Estrellas Orientales | 9 de noviembre de 1957   |
| Alonzo Perry     | Tigres del Licey     | Fred Kipp         | Leones del Escogido  | 22 de enero de 1958      |
| Frank Howard     | Leones del Escogido  | Manuel Polando    | Tigres del Licey     | 17 de enero de 1960      |
| Bernardo Brito   | Tigres del Licey     | Fidel Comprés     | Leones del Escogido  | 8 de diciembre de 1990   |
| Raúl Mondesí     | Leones del Escogido  | Hipólito Pichardo | Águilas Cibaeñas     | 13 de enero de 1995      |
| Israel Alcántara | Tigres del Licey     | Juan Brito        | Estrellas Orientales | 29 de octubre del 2001   |
| Henry Mercedes   | Leones del Escogido  | Efraín Valdez     | Estrellas Orientales | 14 de diciembre del 2001 |
| Henry Rodríguez  | Tigres del Licey     | Agustín Montero   | Estrellas Orientales | 7 de diciembre del 2004  |
| Félix José       | Estrellas Orientales | Gustavo Martínez  | Leones del Escogido  | 16 de noviembre del 2005 |
| Juan Francisco   | Gigantes del Cibao   | Robert Coehlo     | Tigres del Licey     | 18 de noviembre del 2010 |
| Juan Francisco   | Gigantes del Cibao   | Louis Coleman     | Leones del Escogido  | 1 de diciembre del 2010  |
| Juan Francisco   | Tigres del Licey     | Jeffry Antigua    | Toros del Este       | 22 de octubre del 2013   |
| Juan Francisco   | Tigres del Licey     | Edward Valdez     | Leones del Escogido  | 21 de enero de 2014      |
| Seuly Matías     | Gigantes del Cibao   | Kent Emmanuel     | Tigres del Licey     | 10 de diciembre de 2020  |
| Elly De La Cruz  | Tigres del Licey     | Lázaro Blanco     | Estrellas Orientales | 24 de octubre de 2022    |
| Sandber Pimentel | Leones del Escogido  | Miguel Diaz       | Tigres del Licey     | 20 de octubre de 2024    |
| Junior Caminero  | Leones del Escogido  | Jairo Asencio     | Tigres del Licey     | 27 de enero de 2025      |

## Capacidad
| Secciones     | Cantidad |
| ------------- | -------- |
| Palcos A      | 1,411    |
| Palcos AA     | 1,242    |
| Preferencia B | 766      |
| Preferencia C | 2,767    |
| Bleachers     | 7,000    |
| Total         | 13,186   |

## Otros proyectos
En 2007, el estadio se sometió a una remodelación que amplió su número de asientos y la estética general del campo. Los bullpens ahora están cerrados y fuera de juego. 
El expresidente de la República Dominicana Leonel Fernández anunció en 2009 que había planes de convertir el estadio y la zona adyacente en un moderno complejo deportivo con el nombre de Centro Deportivo y Cultural Juan Marichal, en honor a uno de los dominicanos en el Salón de la Fama de las Grandes Ligas de Béisbol (MLB), Juan Marichal.
También estuvo en proyecto la construcción de un hotel 5 estrellas al fondo del jardín central que constaría de 150 habitaciones, además se levantaría un edificio que alojaría un casino y un museo deportivo.
Debido a las críticas recibidas desde muchos sectores de la sociedad dominicana por la forma en que iba a ser financiada la remodelación, el estado dominicano anunció la suspensión del proyecto.

Para la temporada 2010-11, el área de gradas se redujo de 9,600 a 9,500 asientos para ampliar los palcos "AA" de 5,843 a 7,443 asientos. Para la temporada 2014-15 se renovó nuevamente y se redujo la superficie de las gradas de 9,500 a 8,015 y otras zonas también.
El presidente de la República Dominicana Luis Abinader emitio un decreto No. 306-25 que crea una comisión consultiva con el objetivo de evaluar la viabilidad de construir un nuevo estadio y un conjunto de obras en alrededor del Estadio Quisqueya Juan Marichal. La comisión tendrá que rendir informe a Luis Abinader sobre propuesta de una iniciativa público-privado. La orden emitida desde el ejecutivo explica que el recinto debe cumplir con todos los requerimientos para albergar equipos de las Grandes Ligas de Béisbol (MLB).

## Galería

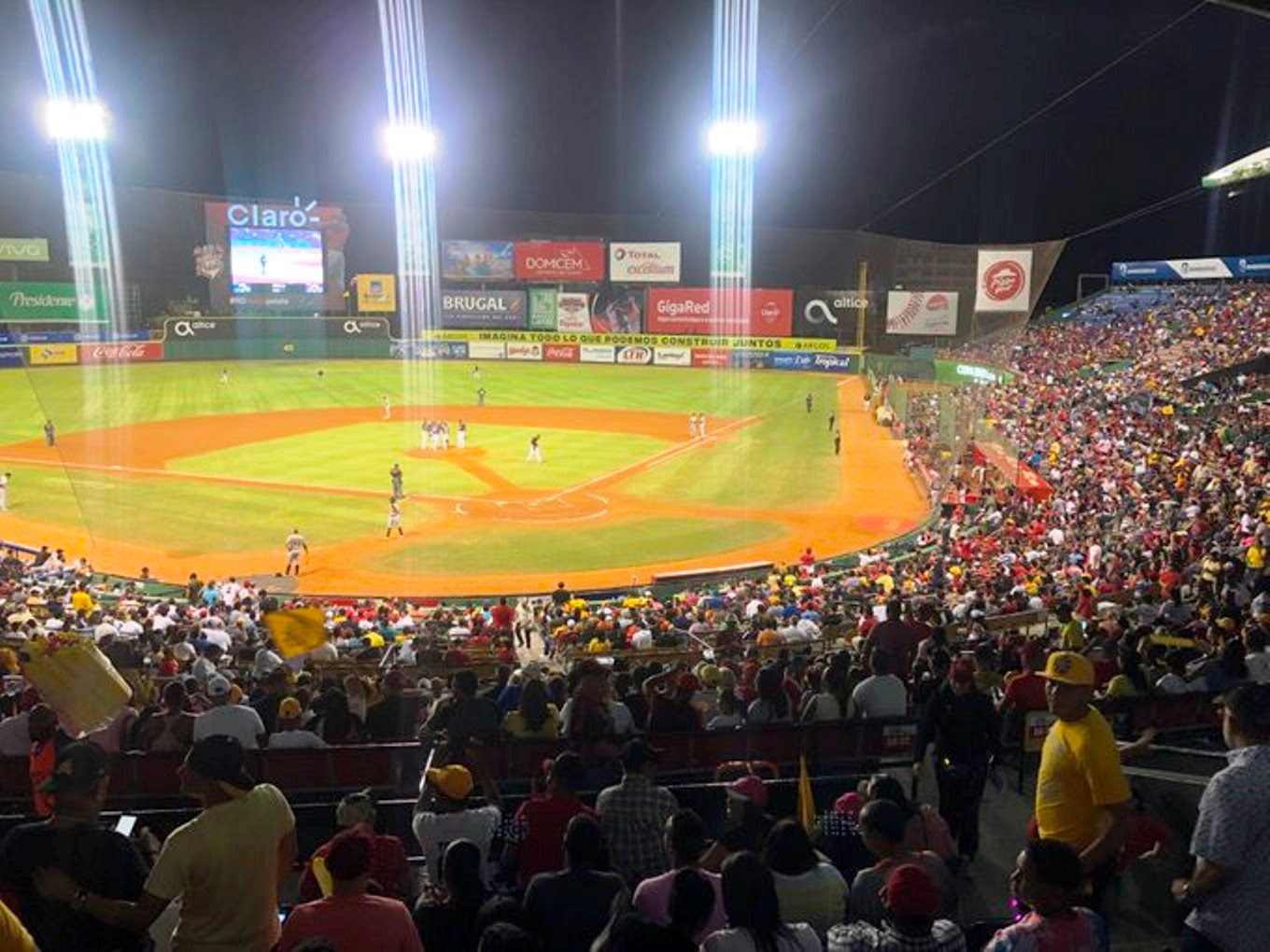
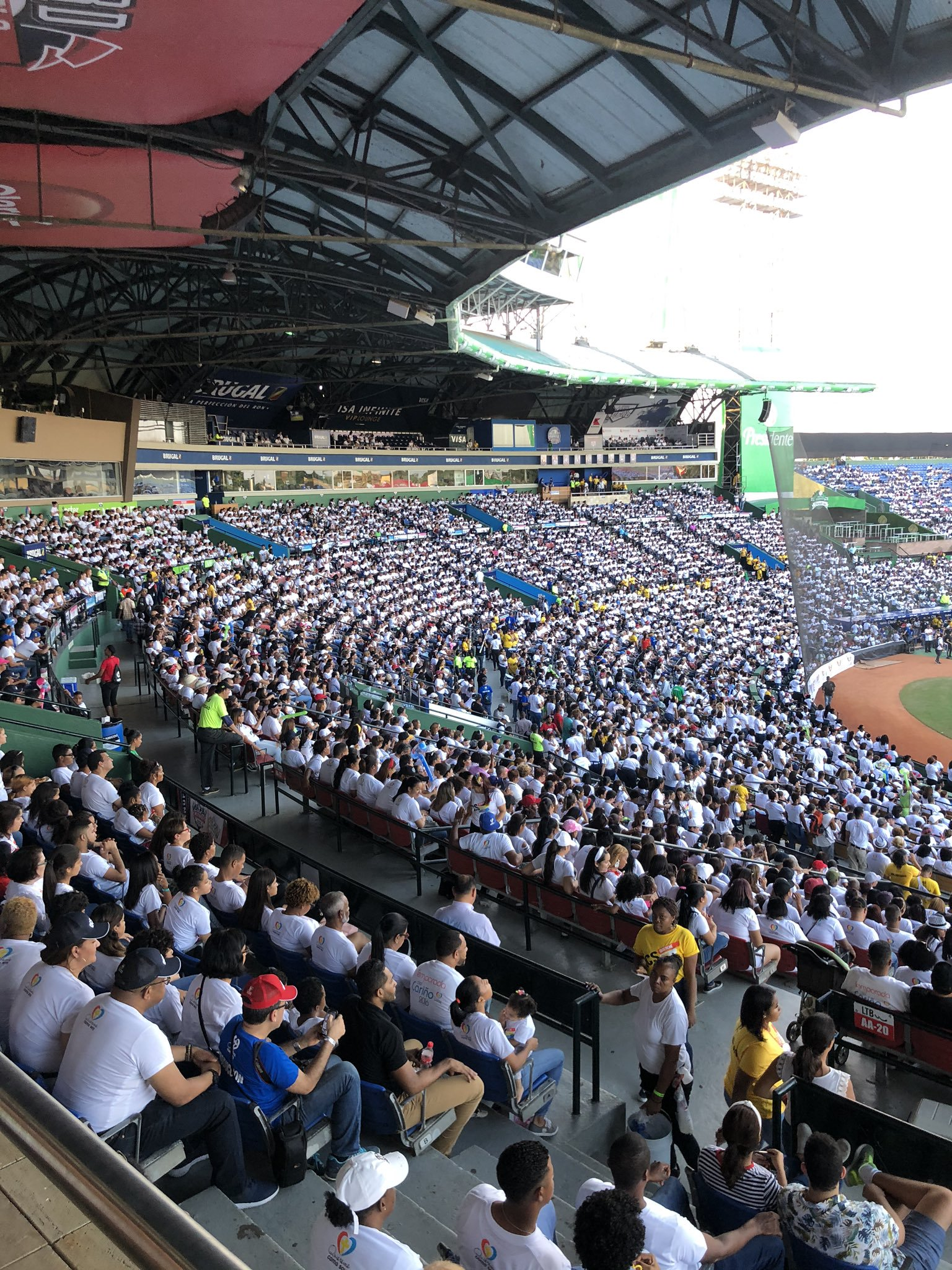